# Foros (Calheta de Nesquim)
Foros é uma localidade portuguesa da freguesia da Calheta de Nesquim, concelho das Lajes do Pico, ilha do Pico, arquipélago dos Açores. 
Esta localidade profundamente ligada à produção do vinho Verdelho encontra-se próximo ao povoado da Ribeira Grande, do Canto da Costa e da elevação denominada Cabeço do Silvado.